# Champey
Champey is een gemeente in het Franse departement Haute-Saône (regio Bourgogne-Franche-Comté) en telt 864 inwoners (2011). De plaats maakt deel uit van het arrondissement Lure.

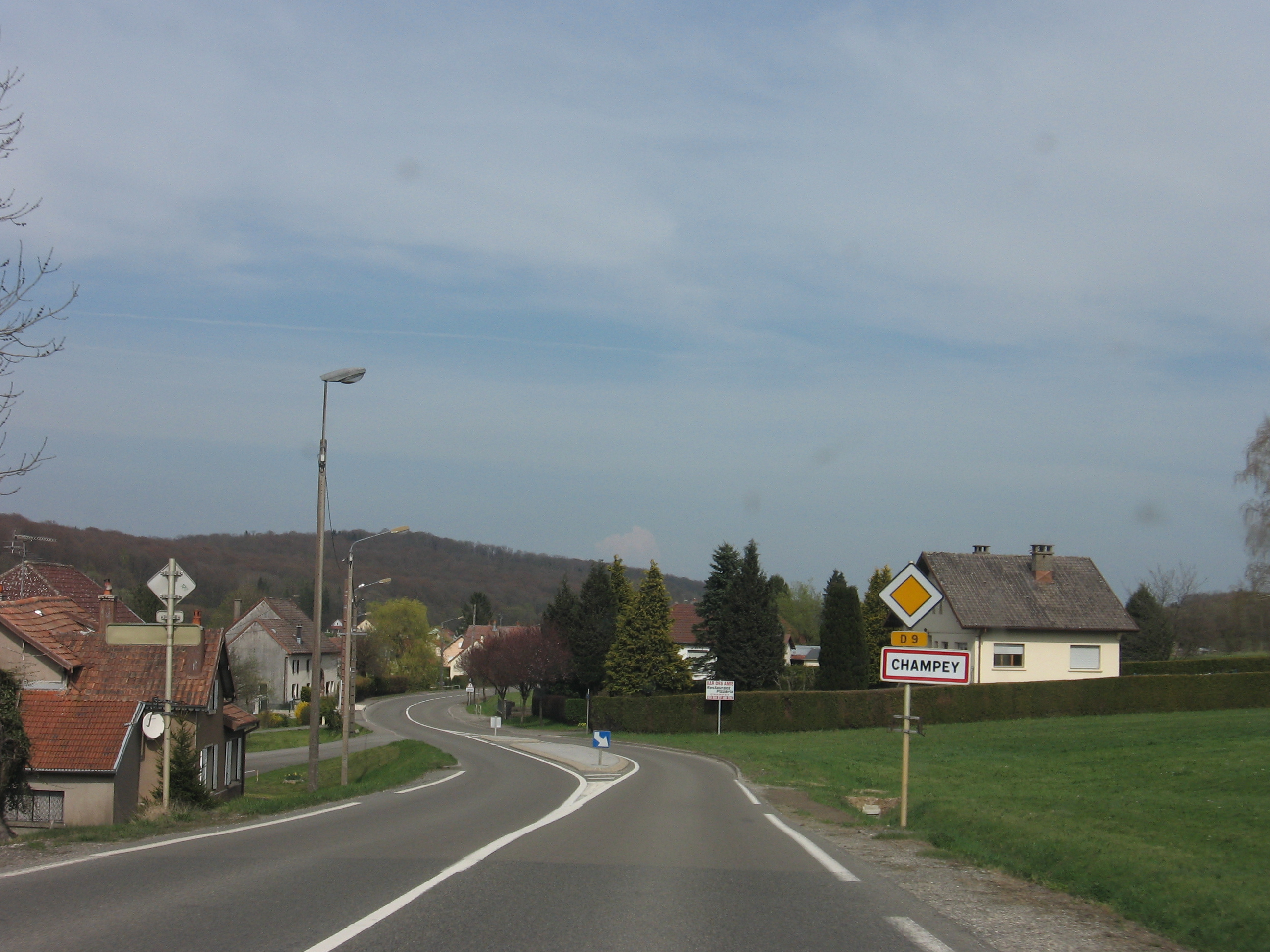
D9, de doorgaande weg door Champey

## Geografie
De oppervlakte van Champey bedraagt 11,4 km², de bevolkingsdichtheid is 75,8 inwoners per km².
De onderstaande kaart toont de ligging van Champey met de belangrijkste infrastructuur en aangrenzende gemeenten.

## Demografie
Onderstaande figuur toont het verloop van het inwonertal (bron: INSEE-tellingen).